# Oginga Odinga
Pour les articles homonymes, voir Odinga.
Jaramogi Ajuma Oginga Odinga plus connu sous le simple nom de Odinga ou de Jaramogi, né en octobre 1911 et mort le 20 janvier 1994, était un Luo du clan des jo Asembo devenu une figure importante dans la lutte des kényans pour leur indépendance et homme d'État. Il fut le premier vice-président de la république du Kenya indépendant avant de démissionner pour mener l'opposition politique face au président Jomo Kenyatta.
Son deuxième fils, Raila Odinga, fut le 2e, et dernier, Premier ministre kényan en fonction.

## Biographie

### Premières années
Oginga Odinga nait à Bondo près de Kisumu. Dans son autobiographie, Not Yet Uhuru (« Pas encore de liberté » en swahili mais traduit en français par « à quand l'indépendance ? »),, il estime, lui-même, sa date de naissance en octobre 1911. Baptisé Obadiah Adonijah Oginga Odinga, il renonce, plus tard, à ses noms de baptême et se fait simplement appeler Oginga Odinga. Son père, un bucheron, le considérant comme étant le seul apte à poursuivre la scolarité, l'envoie étudier à l'école secondaire Alliance High School de Maseno. En 1939, il réussit sa licence en éducation au collège universitaire Makerere de Kampala. Ses études achevées, il revient à Maseno, mais, en tant que professeur de mathématiques à la Church Missionary Society school puis, devient, de 1943 à 1946, directeur de la Maseno Veterinary School.
Stimulé pour favoriser son ethnie, il crée en 1947 la société Luo Thrift and Trading Corporation. Avec le temps, Oginga Odinga et son groupe s'efforcent de renforcer l'union entre les peuples luo dans la totalité de l'Afrique de l'Est et centrale. Ses efforts incessants lui font gagner l'admiration de tous les Luo, qui le reconnaissent comme Ker (« leader spirituel », « roi » en luo). Cette position sociale avait été attribuée, 400 ans auparavant, à un légendaire chef tribal Ajwang' Ramogi ; Oginga Odinga a, alors, aussi été nommé Jaramogi (« homme du clan de Ramogi » en luo).
En 1948 il opte pour le militantisme politique et rejoint le parti Kenya African Union (KAU) de Jomo Kenyatta.

### Vice-présidence
Selon la tradition des Luo, un Ker ne peut faire de politique, il abandonne donc cette position en 1957 pour devenir le porte-parole politique des Luo. La même année il est élu membre du Conseil législatif pour la circonscription électorale du Central Nyanza puis, en 1960, avec l'aide de Jomo Kenyatta et de Tom Mboya, il forme le parti Kenya African National Union (KANU).
Quand le Kenya devient un dominion, le 12 décembre 1963, il obtient le poste de ministre de l'Intérieur et, le 12 décembre 1964 lorsque le pays devient une République, de Vice-président. Mais, rapidement, parce qu'en désaccord avec la politique menée par le président Jomo Kenyatta et son gouvernement (majoritairement de l'ethnie Kikuyu), il démissionne en 1966 pour former le parti Kenya People's Union (KPU).

### Dans l'opposition
Les frictions entre Odinga et Kenyatta sont continuels et, le 25 octobre 1969, il est arrêté après que les deux hommes s'insultent mutuellement, verbalement et publiquement. Les émeutes de Kisumu qui ont suivi cet événement ont fait 11 tués et des douzaines de blessés. Il est emprisonné pendant deux ans avant d'être consigné à résidence et déchu de ses droits politiques jusqu'à la mort de Kenyatta en août 1978.
Le successeur de Kenyatta, Daniel arap Moi, en signe d'apaisement, nomme Odinga comme président de la Cotton Lint and Seed Marketing. Il ne reste pas longtemps à ce poste, vraisemblablement parce qu'il a toujours un trop un franc-parler à propos de Kenyatta et, même, de Moi. Il accuse celui-ci de corruption et critique ouvertement les axes politiques suivis comme la trop grande présence militaire des États-Unis au Kenya. En juin 1982, il tente d'enregistrer une nouvelle formation politique mais, entretemps, le Procureur général (Attorney General) Charles Njonjo (en) signe un amendement à la Constitution faisant du KANU l'unique parti politique autorisé au Kenya.
Après l'avortement de ce plan contre le gouvernement de Moi, Odinga est de nouveau consigné à résidence à Kisumu. Tout au long des années 1980, la critique internationale à propos de la situation des droits de l'homme appliquée par le KANU s'est amplifiée alors qu'Oginga Odinga est resté clair dans son appel à la démocratie. En 1990, il essaye, en vain, avec d'autres, d'enregistrer un parti d'opposition, le National Democratic Party (NDP).
En août 1991, avec cinq autres opposants au régime, il fonde le parti politique d'opposition Forum for the Restoration of Democracy (FORD) et en devient président intérimaire. Les six fondateurs sont arrêtés et emprisonnés par le président Moi. Cette arrestation déclenche une série d'événements, dont l'interruption de l'aide internationale, qui changent le paysage politique du Kenya et aboutiront, huit ans après la mort d'Odinga, à la fin de 40 ans d'hégémonie du KANU.

En août 1992, soit avant les premières réelles élections nationales multipartites de décembre, le FORD se scinde, en Forum for the Restoration of Democracy – Asili (FORD-Asili) mené par Kenneth Matiba (en) et en Ford-Kenya (FORD-K) mené par Odinga. Il lutte personnellement pour la présidence du pays, mais finit quatrième avec 17,5 % des voix (Daniel Arap Moi récolte 35 % des voix grâce, surtout, à la scission du FORD). Cependant, il est réélu, bien qu'il fût forcé d'abandonner la politique active pendant plus de deux décennies, au siège de Parlementaire de la circonscription électorale de Bondo (siège duquel il avait été destitué lors de son arrestation en 1969).

### Autres activités
En 1971, il fonde avec ses fils Oburu et Raila la Standard Processing Equipment Construction & Erection Limited, une société qui produit des réservoirs pour le gaz de pétrole liquéfié, qui sera renommée, plus tard East African Spectre et est toujours dirigée par la famille Odinga.

### Vie privée
Oginda Odinga, polygame, a eu quatre épouses : Mary Odhiambo Juma, Gaudencia Adeya, Suzan Agik et Betty Adongo. De ces unions sont issus dix-huit enfants, dont, avec Mary :
- son fils ainé Oburu est député nommé,
- son deuxième fils Raila Amolo fut le 2e, et dernier, Premier ministre en fonction. Il est aussi le président de la Jaramogi Oginga Odinga Foundation,
- la quatrième Wenwa Akinyi (Wenwa signifie « Pardonnez-nous » en luo) est consul général au consulat du Kenya à Los Angeles[6] et présidente de la section américaine de la Jaramogi Oginga Odinga Foundation[note 2].

### Intelligence créative
Oginda Odinga est le créateur des fameuses sandales Akala aussi appelées Oginga Odinga. Il s'agit de chaussures confectionnées à partir de pneumatiques déclassés que beaucoup croient, à tort, inventées par les Maasaï,.

### Décès
Jaramogi Oginga Odinga décède à Kisumu le 20 janvier 1994. Lors des funérailles, le Président Daniel arap Moi déclare dans son discours « Kenya has lost a great son, a nationalist and a patriotic citizen » (« Le Kenya a perdu un fils important, un nationaliste et un citoyen patriote »). Il est enterré dans un mausolée érigé dans la propriété familiale de Bondo.

## Mémoires

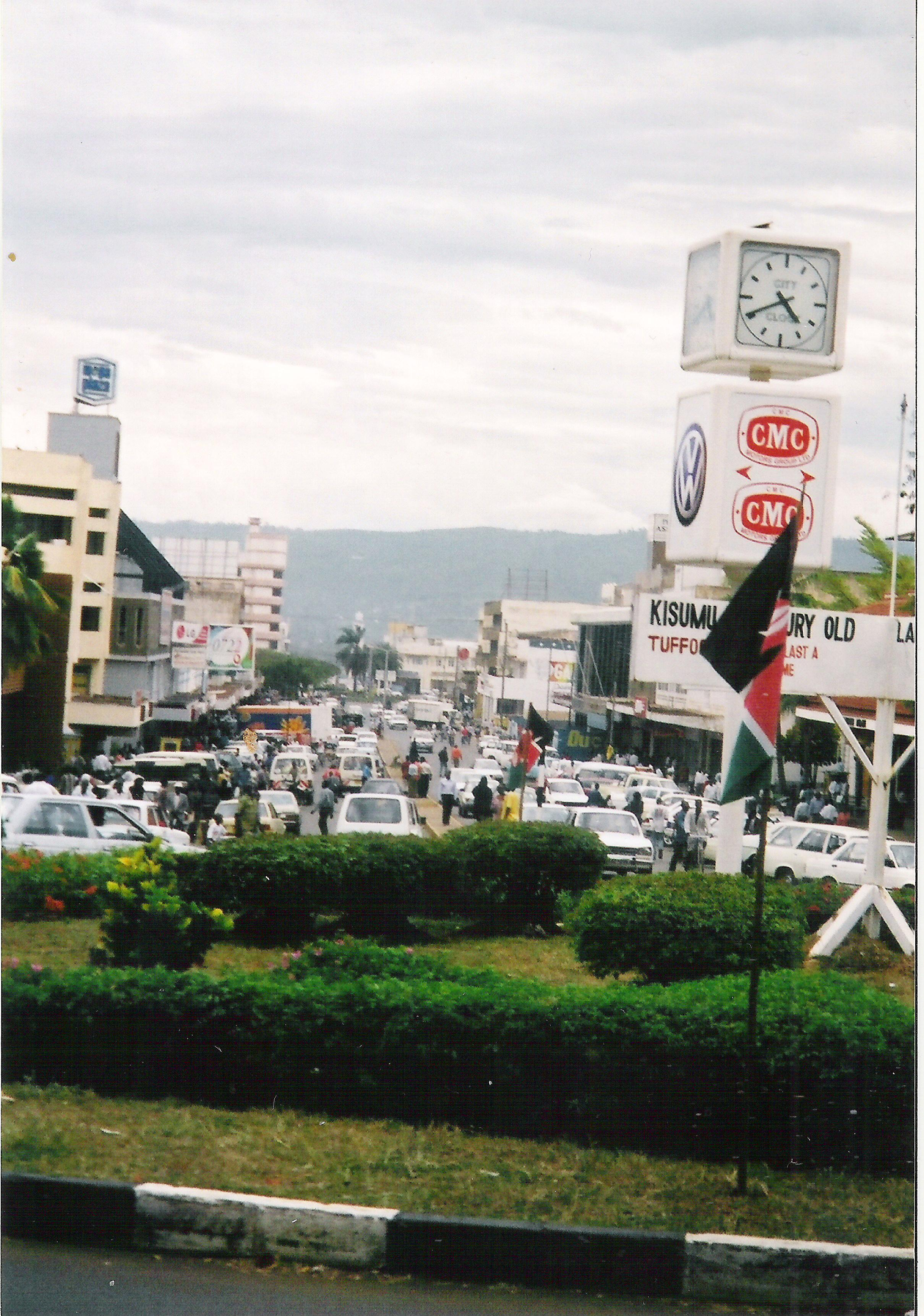
Oginga Odinga street dans le centre de Kisumu

### Ouvrages littéraires
- (en) Oginga Odinga, Not yet Uhuru (1967), 323 p., Heinemann, Londres, (OCLC 317671735) ;
  - traduit en français par Arnold Gremy, À quand l'indépendance ?, (1973), 298 p., Présence africaine, Paris, (OCLC 461503647) ;
- (en) Oginga Odinga, Two months in India (1966), 96 p., New Kenya Publishers, Nairobi (OCLC 1630225) ;
- (en) Oginga Odinga et H. Oruka Odera, Oginga Odinga : his philosophy and beliefs, Nairobi, Initiatives Publishers, 1992, 166 p. (ISBN 9-966-42035-5, OCLC 27190933).

### Toponymie
Trois rues portent son nom au Kenya :
- Kisumu, Oginga Odinga Street ;
- Kitale, Oginga Odinga Road ;
- Nakuru, Oginga Odinga Avenue.

### Mausolée
Il est érigé dans la propriété familiale de Bondo.

### Fondation
Jaramogi Oginga Odinga Foundation.